# Oxypoda praecox
Oxypoda praecox är en skalbaggsart som beskrevs av Wilhelm Ferdinand Erichson 1839. Oxypoda praecox ingår i släktet Oxypoda, och familjen kortvingar. Arten är reproducerande i Sverige.